# Lut Vermeersch
Lut Vermeersch (Roeselare, 4 juni 1930 – aldaar, 2 september 2003) was een Belgische politica van de Volksunie. Ze was de eerste vrouwelijke schepen in Roeselare.

## Levensloop
Lut Vermeersch huwde in 1955 met Paul Vanmoerkerke en vertrok naar Belgisch-Congo. Na de onafhankelijkheid van de kolonie keerde het gezin terug naar Roeselare. Ze begon er te werken als verzekeringsmakelaar.
In de jaren 1960 kwam de Volksunie in Roeselare van de grond met kopstuk Mik Babylon. Lut Vermeerch werd in 1970 gevraagd om aan de gemeenteraadsverkiezingen deel te nemen, maar werd niet verkozen. Ze zou wel in de Commissie voor Openbare Onderstand zetelen. In 1976 werd ze wel verkozen. Ze combineerde haar zitje in de gemeenteraad met dat van O.C.M.W.-raadslid. Na de gemeenteraadsverkiezingen van 1982 sloot de CVP een coalitie met de Volksunie. Er werd al lang geijverd voor een vrouw in het bestuur, onder meer door de P.A.G. of de Pluralistische Actiegroep Gelijke Kansen voor man en vrouw waar Vermeersch lid van was. De Volksunie schoof daarom Vermeersch naar voor als een van de twee Volksunieschepenen. Zo werd ze de eerste vrouwelijke schepen in Roeselare. De coalitie CVP-Volksunie zou twee legislaturen aanblijven met Vermeersch telkens als enige vrouwelijke schepen.
Tijdens deze twee legislaturen kreeg Vermeersch sociale zaken toegewezen, net als gezin, kinderopvang, emancipatie, ontwikkelingssamenwerking, openbaar vervoer en de relaties met het O.C.M.W.. Ze richtte onder meer de Stedelijke Werkgroep voor Emancipatiebeleid en de Stedelijke Kinderopvang op. Ze ondersteunde tal van sociale acties, zoals 11.11.11 en de Jumbo Run.
In 1994 kwam er onder invloed van Luc Martens een kartel tussen de CVP en Volksunie. De Volksunieschepenen Patrick Allewaert en Lut Vermeersch waren hiertegen gekant. Vermeersch liet de politiek voor wat ze was, maar steunde als lijstduwer wel de scheurlijst van Patrick Allewaert die een zetel bij de gemeenteraadsverkiezingen van 1994 zou halen. Zo mislukte de poging van het kartel om de absolute meerderheid te halen. Lut Vermeersch overleed in 2003 na een slepende ziekte.

## Het talent van Roeselare
Tijdens het erfgoedproject 'Het talent van Roeselare' van de stad Roeselare in 2013 werd Lut Vermeersch als negende verkozen in de top 100 van 'Hét talent van Roeselare' of 'de grootste Roeselarenaars' aller tijden.